# Thomas Perzeval
Thomas Perzeval (* in Lübeck; † 1414 ebenda) war ein Ratsherr der Hansestadt Lübeck.

## Leben
Der Kaufmann Thomas Perzeval war Sohn des Lübecker Bürgermeisters Johannes Perzeval. Er wurde 1414 von den Bürgern in den Lübecker Rat gewählt und verstarb kurz nach seiner Wahl. In Testamenten Lübecker Bürger wird er zweimal als Urkundszeuge aufgeführt. Perveval war Eigentümer eines Hofes in Krempelsdorf vor dem Holstentor und bewohnte in der Lübecker Altstadt das Hausgrundstück Königstraße 97.